# Shepherd's Hey
Shepherd's Hey is een compositie van de Australische componist Percy Aldridge Grainger. De compositie wordt vaak beschouwd als muziek geschreven als Morris dance, waarbij hij zich liet inspireren door Cecil Sharp. Grainger vermeldt echter in het voorwoord dat hij deze niet schreef als Morris dance.
Het werk maakt deel uit van Graingers "British Folk-music Settings".
Grainger schreef meerdere versies van dit werk:
- een versie voor piano uit 1913
- een versie voor klein orkest
- een versie voor militair orkest
- een versie voor harmonieorkest uit 1918